# トンキン

トンキン（黄緑）

トンキン（ベトナム語：Đông Kinh / 東京、フランス語: Le Tonkin）は、紅河流域のベトナム北部を指す呼称にして、この地域の中心都市ハノイ（河内）の旧称である。
フランスの植民地体制下においては、フランス領インドシナを構成するハノイを中心としたベトナム北部の保護領を指す名称として使用された。ただし、これはフランス側の呼称であって阮朝ベトナムの行政区分におけるバクキ（ベトナム語：Bắc Kỳ / 北圻）に相当している。ベトナム独立後、ベトナム北部（西北部、東北部、及び紅河デルタ）を指す名称にはバクボ（北部）（ベトナム語：Bắc Bộ / 北部）が主に用いられ、トンキンは余り用いられない。だが、バクボ（北部）湾の通称である「トンキン湾」は使用されている。

## 歴史

### 鄭氏東京国
ハノイは歴史的に東京城と呼ばれ、中興黎朝期に存在していた鄭氏政権の支配地域（北河）は、当時の日本人及びヨーロッパの人々によって東京国（トンキン）と呼ばれていた。

### トンキン戦争
1873年、フランスはフランシス・ガルニエ率いる部隊をトンキンに派遣し、ハノイを攻略したが、この時は甲戌条約（第二次サイゴン条約）によって撤兵している。しかし資源が豊富で人口も多く、中国と接するトンキンはフランスの垂涎の的であり、1882年、アンリ・リヴィエール率いるフランス軍が再びトンキンに侵攻した（トンキン戦争）。

### フランス保護領トンキン
フエ（順化）の阮朝宮廷は1883年に癸未条約（アルマン条約）を締結して、本来アンナン（安南）に属するタインホア（清化）、ゲアン（乂安）、ハティン（河靜）の3省をトンキンに編入し、トンキン地方をフランスの保護領と認めざるを得なかった。フエの宮廷はトンキンに副王を派遣して地方行政を管理させ、フランスがトンキン理事官を付けて監視させる体制である。さらに1884年の甲申条約（パトノートル条約）で省レベルの行政は実質的にフランス人がコントロールすることとなった。このようなフランスの侵略は清朝の軍事介入を招き（清仏戦争、1884年 - 1885年）、トンキン地方は戦火に見舞われることとなる。

### フランス領インドシナ
1887年にフランス領インドシナが成立すると、インドシナ総督府はハノイに設置され、総督はハノイとサイゴンを往復することになる。フランスがトンキンを重視していたことは後にインドシナ大学がハノイに設置されたことにも現れている。良質の無煙炭を産出するホンゲイ炭鉱はフランスの重要な収入源であった。